# Primecap
Primecap (PRIMECAP Management Company) — американская компания по управлению активами; по состоянию на середину 2017 года управляет активами $110 млрд.
Основана в сентябре 1983 года в Пасадене. Основная деятельность — доверительное управление институциональным клиентам с активами
Типы клиентов и их активы:
| Типы клиентов                                         | Активы            |
| ----------------------------------------------------- | ----------------- |
| Pension & Profit Sharing Plans                        | ▲ $36,214,547,890 |
| Charitable Organization                               | ▼ $35,639,017,289 |
| State & Municipal Government Entities                 | ▼ $17,901,672,483 |
| Affiliated & External Mutual Fund (Sub-Advised Funds) | ▲ $6,320,471,005  |
| Pooled Investment Vehicles (Private Funds, UCITS)     | ▲ $6,242,394,568  |
| Registered Investment Advisers                        | ▲ $6,104,235,697  |

Фирма тесно связана с The Vanguard Group и управляет для неё некоторыми её инвестиционными фондами:
- Vanguard Capital Opportunity Fund с активами — $16,1 млрд[3]
- Vanguard Primecap Fund с активами — $54,6 млрд[4]
- Vanguard Primecap Core Fund с активами — $9,8 млрд[5]

Президент — Джоэль Фрид (Joel Paul Fried), директор — Теофанис Колокотронес (Theofanis Kolokotrones).
Крупнейшие владельцы акций Primecap на 2017 го. — Джоэль Фрид (25 %), Мичел Джон Майлес (Mitchell John Milias, 25 %), Теофанис Колокотронес (25 %). Топ-менеджеры, владеющие менее 5 % суммарно обладают 15 % акций.